# 曼尼拿到了你的枪
《曼尼拿到了你的枪》（英語：Manny Get Your Gun）是美国广播公司播出的情景喜剧《摩登家庭》第2季的第8集，也是整部剧集的第32集，于2010年11月17日在美国首播。这一集由丹尼·祖克根据《摩登家庭》的主创者之一克里斯托弗·洛伊德所创作的一个故事编剧，迈克尔·斯皮勒担任导演。
在这一集中，所有亲人都聚集到一块儿给曼尼庆祝生日，但曼尼却开始为自己“老”了而感到忧心忡忡；菲尔和克莱尔展开一场竞赛看看谁能够更快地到达目的地；米歇尔和卡梅伦到一家超市挑礼物，但却为了一连串鸡毛蒜皮的事情争吵起来。
《曼尼拿到了你的枪》获得了评论员压倒性的好评，电影小队的乔尔·凯勒称其是“这一季中比较出众的一集”。根据尼尔森媒体调查的数据，本集的收视率与上集《叽叽喳喳》基本持平，首播时成为该星期收视率第二高的剧本节目，仅次于《欢乐合唱团》。

## 剧情
克莱尔·邓菲（Claire Dunphy，朱丽·鲍温饰）催促家人赶快动身前去父亲杰伊·普里切特（Jay Pritchett，艾德·奥尼尔饰）家里给自己的“弟弟”曼尼（Manny，里克·罗德里格兹饰）庆祝生日，结果她和老公菲尔莫名其妙地就开始比赛看谁能先赶到目的地。于是夫妻俩分别开车上路，两个女儿亚历克斯（Alex，阿芮尔·温特饰）和海莉（Haley，萨拉·海蓝德饰）坐爸爸的车，小儿子卢克（Luke）坐妈妈的车。卢克在车上问克莱尔为啥要和爸爸“分开”，原来他把两人“分别开车”理解成了“分开”。然后克莱尔得知原来儿子想要坐爸爸的车，她感到有些生气，于是停下车来和卢克“理论”，结果越说越显得自己可悲。不过在卢克表示妈妈选的路线会比爸爸更快后，争强好胜的克莱尔马上就开心起来。菲尔则在车上试图说服两个女儿这样的比赛并不是浪费时间，结果车在路上抛锚了，修好车后，海莉和亚历克斯告诉爸爸她们都不想去参加菲爾和克萊爾每年都十分期待的家庭夏令營。菲尔居然难过得哭了起来，两个女儿慌了于是也跟着哭了起来。这样的插曲让菲尔失去了打败克莱尔的动力，不过最终女儿们还是成功说服他又鼓起了勇气。
与此同时，同性情侣米歇尔·普里切特（Mitchell Pritchett，杰西·泰勒·弗格森饰）和卡梅伦·塔克（Cameron Tucker，艾瑞克·斯通斯崔特饰）来到一家超市给曼尼选礼物。虽然米歇尔表示他们快要迟到，但卡梅伦还是停下来帮一位叫唐纳德的老人说服一位老妇人带他回家，他一开始很为自己的“善举”感到高兴，只是后来发现唐纳德和那位老妇人不是夫妻，而是在发展婚外情。卡梅伦和米歇尔开始进行争论，不过说着说着米歇尔突然加入到一群快闪族中跳舞，他本以为这可以给卡梅伦一个惊喜，但后者反倒觉得米歇尔故意把这样的事情瞒着自己而生气，之后到了车上两人又吵了起来。
格罗丽娅·德尔加多-普里切特（Gloria Delgado-Pritchett，索菲娅·维加拉饰）和杰伊·普里切特就前者丢三落四的问题发生了争执，这一次是弄丢了钥匙。杰伊一开始深信自己的批评是有道理的，结果却发现老婆的钥匙就在自己口袋里，他不好意思承认，于是把钥匙放到了格罗丽娅的包里。杰伊告诉继子曼尼，他的行为表现很成熟，从来都不像是个小孩子，这让曼尼感到很郁闷，他就想像个孩子一样生活，而不是现在就生活在恶作剧电话和混合饮料的聚会中。他打开自己以前的圣诞节礼物，把一个飘浮设备放进游泳池中。格罗丽娅对儿子不去参加给他自己准备的生日聚会感到生气，于是用儿子的BB弹朝飘浮设备射击。到了车上，杰伊终于向格罗丽娅坦白钥匙的事情，后者自然更是生气，特别是她一开始还满以为错怪了老公而自责。三个家庭的成员最后都到达了餐馆给曼尼过生日，曼尼于是作出一番演讲，表示自己决定以后都不再表现得像个孩子了，因为所有比他年长的亲人都还是像个孩子。

## 制作

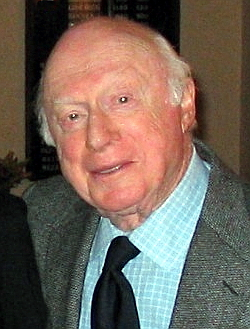
诺曼·洛伊德客串出演了超市门外与卡梅伦产生互动的一位老年市民。

《曼尼拿到了你的枪》由丹尼·祖克根据《摩登家庭》的主创者之一克里斯托弗·洛伊德所创作的一个故事编剧，这是祖克第5次给《摩登家庭》编剧，也是洛伊德首次给本剧创作故事。迈克尔·斯皮勒执导了本集，这也已经是他第8次执导《摩登家庭》剧集。《曼尼拿到了你的枪》于2010年11月16日通过美国广播公司在美国首播，节目的拍摄时间是在2010年10月的20日、21日和27日。
这一集起初使用的标题是《冲刺、闪光、撞车》（Dash, Flash, Crash），之后再正式更名为《曼尼拿到了你的枪》。部分剧情是根据史蒂文·列维坦的个人经历改编的。他在一次采访中表示“我和老婆在餐馆吃饭的时候经常会争执一个从哪条路回家会比较快的问题”。2010年10月15日，电视指南的威廉·科克（William Keck）报道因主演《波城杏话》成名的诺曼·洛伊德将在《摩登家庭》中出演一位与卡梅伦产生互动的老年市民。他于2010年10月21日拍摄了自己的戏份。《曼尼拿到了你的枪》之后与《抓现行》、《欢乐音乐妙无穷》和《母亲节》一起参与了黄金时段艾美奖杰出喜剧剧集奖的角逐。

## 反响

### 收视率
根据尼尔森收视率调查的数据，《曼尼拿到了你的枪》在美国首播时有约1209.2万户家庭观看，收视率达到7.1 / 11%，这意味着全美有7.1%的家庭观看了这一集，而当时有打开电视的家庭中则有11%选择观看《曼尼拿到了你的枪》。而在18-49岁年轻段人群中则收获了4.8 / 13%的收视率，与上一集《叽叽喳喳》持平，也是播出该周收视率第二高的剧本节目，仅次于《欢乐合唱团》。

### 评价
《曼尼拿到了你的枪》获得了评论员压倒性的好评。美国在线电视小队的乔尔·凯勒（Joel Keller）称其是“这一季中比较出众的一集”，不过他觉得米歇尔和卡梅伦的故事线虽然“好笑”，但却“没有他们以前出场的那些桥段好笑”，他认为卡梅伦一角的表现有些过火。影音俱乐部的唐娜·褒曼（Donna Bowman）给这集A-的评价，他觉得各个部分表现都很亮眼，但合到一起后效果却有些不及，就像是一些拼图被强烈拼凑到一块儿似的。《纽约》的雷切尔·马多克斯（Rachael Maddux）给出了正面评价，认为这一集将剧集“带出了低谷”，并且表示“这类的剧集正是我们当初爱上这个节目的原因”。
电视指南的卡拉·克伦克（Kara Klenk）称这是“伟大的又一集”。马特·罗什（Matt Roush）称其为“黄金漫画”，觉得节目“火力全开”。《时代》的詹姆斯·波尼沃兹克（James Poniewozik）也给出了正面评价。他认为这一集的表现或许还称不上登峰造极，但临近结尾时那一个差点4辆车连环相撞的镜头实在是既好笑又温馨。HitFix网站的阿兰·塞平沃尔（Alan Sepinwall）原本经常对《摩登家庭》的第二季做出批评，但他也称赞了《曼尼拿到了你的枪》，认为其中每一个环节都恰到好处，他还称这一集在第二季中有一股把所有事情都联系起来的凝聚力。